# Stazione di Barmbek
La stazione di Barmbek è una stazione ferroviaria di Amburgo.

## Storia
La stazione è stata costruita nel 1906 per la Hamburg-Altonaer Stadt- und Vorortbahn. Dal 1912 inizia a fermare qui anche la U-Bahn su due marciapiedi, con quattro binari, costruiti parallelamente, subito accanto alla stazione suburbana. In seguiti alla costruzione della diramazione metropolitana verso Walddörfer, è stato aggiunto un altro marciapiede con due binari.  Per questo, l'edificio sul Wiesendamm fu demolito nel 1916. Tra il 1926 e il 1928, i binari della metropolitana sono stati completamente rifatti, da allora in poi ci fu solo due marciapiedi con quattro binari.
Agli inizi degli anni sessanta è stata costruita un'entrata sul lato nord della stazione e creata una grande autostazione. Queste modifiche sono state rese necessarie, tra l'altro, per l'esercizio multi-modale dei collegamenti con Ohlsdorf e Bramfeld.

## Strutture e impianti
Si trova nel quartiere Barmbek-Nord, su un terrapieno e ha tre marciapiedi. Quello più settentrionale è usato per le S-Bahn, con le linee  S1 e S11, mentre gli altri due sono usati per linea U3 della U-Bahn. Fino all'estate del 2009 la stazione Barmbek era usata da due linee della U-Bahn. La U2 passava, venendo da Wandsbek-Gartenstadt, in direzione Berliner Tor, mentre i convogli della U3, provenendo da Kellinghusenstraße facevano capolinea a Barmbek.

## Movimento
La stazione è servita dalla linea S 1 della S-Bahn e dalla linea U 3 della metropolitana.